# Francisco de Zurbarán
Francisco de Zurbarán (døbt 7. november 1598 i Fuente de Cantos, Extremadura – 27. august 1664 i Madrid ) var en spansk maler, han var elev af Pedro Diaz de Villanueva i Sevilla og står også i gæld til Juan de las Roelas.
Zurbaráns virksomhed falder hovedsagelig i Sevilla, fra 1650 var han bosiddende i Madrid, allerede 1633 var han blevet hofmaler hos Filip 4. af Spanien og malede for ham, men fik ikke fuldført, en række billeder om Herkules' bedrifter for slottet Buenretiro; en tid arbejdede han i Jerez de la Frontera og Guadalupe. Zurbarán er blevet kaldt den mest spanske af alle spanske kunstnere; grundtrækkene i den nationale spanske kunst: en hårdhændet barsk realisme og på den anden side en egen inderlig, ekstatisk følelsens glød, er nøje forbundne i hans arbejder; den magre asketiske munk med de dybe brændende øjne var hans kæreste model og er næsten som et symbol på selve hans kunst. Thi i hans faste, næsten hårde tegning, i hans nøjsomme og knappe kolorit er der en kunstnerisk askese, der giver hans værker så lidt almindelig tillokkelse, at de ofte vurderes ringere, end de fortjener på grund af deres kraft, sanddruelighed og storladne ro i fremstillingen; også rent malerisk kan Zurbaráns billeder dog til tider virke med megen styrke ved den mesterlige behandling af perspektiv, lys og skygge og ved enkel kraftig farveholdning. Hovedværker af Zurbarán er alterbilledet (1624) i katedralen i Sevilla, det for Thomaskirken sammesteds malede Den hellige Thomas af Aquinas' triumf, nu ligesom en række andre (i alt 22) billeder af Zurbarán i museet i samme by, syv fremstillinger af den hellige Peter Nolascos liv (1629, i katedralen i Sevilla, i Prado og i akademiet i Madrid), Hieronymus-billeder til klosteret for denne helgen i Guadelupe (1627), en række billeder for Jerez’ Karteuserklosterets højalter (Cadiz-museet) og andre.

## Galleri
- Francisco de Zurbarán, Stilleben med fire kar, fra 1635 til 1664, Museu Nacional d'Art de Catalunya, Barcelona.
- Francisco de Zurbarán, Den hellige Thomas Aquinas' triumf, 1631, Museo Provincial de Bellas Artes, Sevilla.
- Francisco de Zurbarán, Lukas som maler, foran Kristus på korset, 1630-1639, Pradomuseet, Madrid.

## Note
1. ↑  Saint Luke as a Painter before Christ on the Cross. Humanities Web. nedtaget 20. januar 2013